# Поводир

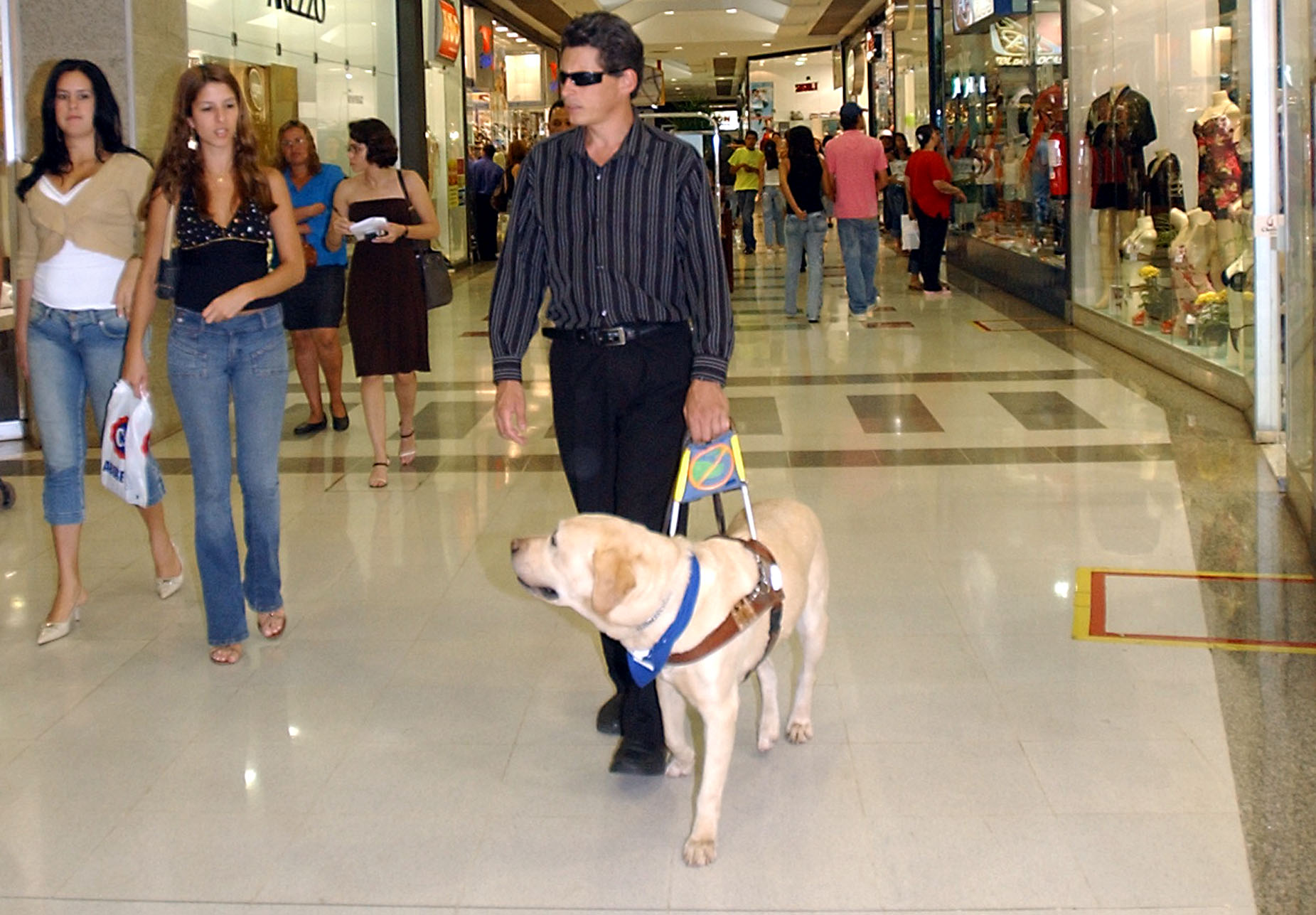
Собака-поводир

Поводир — людина, тварина або спеціальний пристрій, на який покладено функцію надання допомоги сліпому під час руху. Також — тварина, що йде попереду стада.

## Історія
У давні часи роботу поводирів виконували хлопчики-підлітки і жебраки. Хлопчики-поводирі згадуються у творах Софокла («Антігона»), Чарлза Діккенса («Мадгофські записки»), Тараса Шевченка («Кобзар»), Льва Кассіля («Кондуїт і Швамбрания») тощо. В образотворчому мистецтві хлопчики-поводирі зображені на картинах Лукаса ван Лейдена «Зцілення єрихонського сліпця» (1531), Хосе де Рібери «Жебрак сліпець» (1632), Василя Перова «Чаювання в Митищах, біля Москви» (1862) та інших.
Згодом функція поводирів була покладена на тварин, звичайно — спеціально навчених собак-поводирів.
Останнім часом як провідники застосовують спеціальні механізми і пристрої, наприклад, мобільні телефони з мапою та/або розкладом руху громадського транспорту. Також розроблені супутникові навігаційні системи для людей з порушеннями зору.